# Kiersy
Kiersy – wieś w Polsce położona w województwie warmińsko-mazurskim, w powiecie braniewskim, w gminie Braniewo; należy do sołectwa Zakrzewiec.
W latach 1975–1998 miejscowość położona była w województwie elbląskim.